# ناحیه سیدی لخضر
ناحیه سیدی لخضر (به عربی: دائرة سیدی لخضر) یک ناحیه و ناحیه در الجزایر است که در استان مستغانم واقع شده‌است.

## خصوصیات
ناحیه سیدی لخضر ۵۹٬۳۶۲ نفر جمعیت دارد.